# Новотроїцьк (Коливанський район)
Новотроїцьк (рос. Новотроицк) — село у Коливанському районі Новосибірської області Російської Федерації.
Входить до складу муніципального утворення Новотроїцька сільрада. Населення становить 473 особи (2010).

## Історія
Згідно із законом від 2 червня 2004 року органом місцевого самоврядування є Новотроїцька сільрада.

## Населення
| 2002 | 2007 | 2010 |
| ---- | ---- | ---- |
| 586  | ↗653 | ↘473 |